# 1705 en littérature
| Années de la littérature : 1702 - 1703 - 1704 - 1705 - 1706 - 1707 - 1708    |
| Décennies de la littérature : 1670 - 1680 - 1690 - 1700 - 1710 - 1720 - 1730 |

Cet article présente les faits marquants de l'année 1705 en littérature.

## Événements

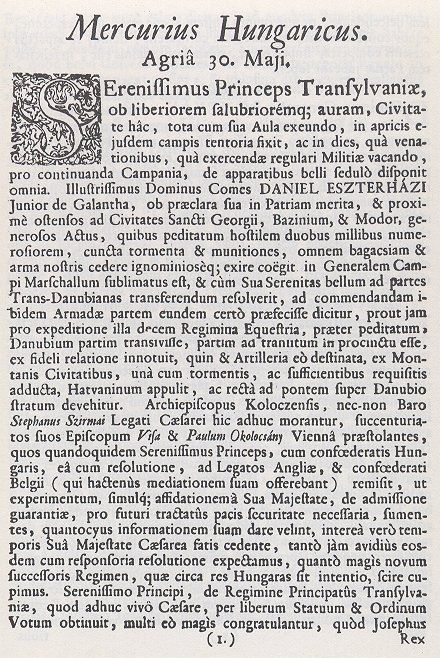
Mercurius Hungaricus.

- 30 mai : parution du premier numéro du Mercurius Hungaricus (en), premier journal hongrois publié par le prince François II Rákóczi (principalement en latin)[1].
- 29 juillet : Richard Challoner entre au collège anglais de Douai[2].

- Début de la composition de la Satire XII de Boileau, sur l'équivoque[3]. Cette satire, interdite par le roi parce quelle semble attaquer les Jésuites, n'est pas publiée du vivant de l'auteur[4].

- L'auteur roumain Dimitrie Cantemir termine Istoria ieroglifică (« Histoire hiéroglyphique »), un roman allégorique imprimé à Bucarest en 1883 dans les Operele Principelui Demetriu Cantemir, le premier roman en roumain[5].

## Parutions
- 2 avril :  publication anonyme à Londres d'un poème intitulé The Grumbling Hive, or Knaves Turn’d Honest (« La Ruche murmurante ou les fripons devenus honnêtes gens »), qui fait partie du livre de Bernard Mandeville The Fable of the Bees (« La Fable des abeilles ») publié en 1714[6].

- George Hickes, Linguarum veterum septentrionalium thesaurus grammatico-criticus et archæologicus, Oxford, 1705 (présentation en ligne) (deux volumes). Première mention du poème Beowulf et du fragment de Finnsburh.